# Power Rangers w kosmosie
Power Rangers w kosmosie – szósty sezon amerykańskiego serialu dla dzieci i młodzieży Power Rangers, oparty na japońskim serialu tokusatsu Denji Sentai Megaranger.
Seria Power Rangers w kosmosie liczy łącznie 43 odcinki i stanowi bezpośrednią kontynuację wydarzeń z sezonu Power Rangers Turbo. Jest to również ostatnia seria Power Rangers z tzw. Ery Zordona, rozpoczętej w 1993 roku pierwszym sezonem Mighty Morphin Power Rangers.
Premiera produkcji odbyła się 6 lutego 1998 roku w Stanach Zjednoczonych, na antenie stacji Fox Kids. Finałowy odcinek został wyemitowany 21 listopada 1998 roku na tym samym kanale. Polska premiera serialu miała miejsce w latach 2000–2001 na antenie Polsatu. Lektorami byli Beata Olga Kowalska i Grzegorz Pawlak.

## Fabuła
Kiedy Power Rangers dowiadują się, że ich twórca i pierwszy mentor – Zordon – został uprowadzony przez koalicję złoczyńców, T.J, Carlos, Ashley i Cassie wyruszają w podróż w kosmos na pokładzie promu kosmicznego NASADA, aby go uratować. W głębi przestrzeni kosmicznej, rangersi odkrywają Astro Megastatek, mobilną bazę operacyjną Androsa, Czerwonego Kosmicznego Rangera, który wychowywał się na odległej kosmicznej kolonii KO-35. Ziemscy rangersi łączą siły z Androsem i wykorzystują moc ze swoich nowych Astro Morferów, w celu podjęcia walki ze złem, gdziekolwiek to będzie potrzebne, aby odnaleźć Zordona zanim będzie za późno. Walczący ze zjednoczoną siłą wszystkich swoich poprzednich przeciwników, którym dowodzi monstrualny Dark Specter i jego zaufana kapitan Astronema, rangersi rozpoczynają największą bitwę w dziejach wszechświata.

## Obsada
Poniższa lista przedstawia głównych bohaterów serialu Power Rangers w kosmosie wraz z nazwiskami odtwórców ról.

### Rangersi
| Ranger                     | Postać          | Aktor                   |
| -------------------------- | --------------- | ----------------------- |
| Czerwony Kosmiczny Ranger  | Andros          | Christopher Khayman Lee |
| Czarny Kosmiczny Ranger    | Carlos Vallerte | Roger Velasco           |
| Niebieski Kosmiczny Ranger | T.J. Johnson    | Selwyn Ward             |
| Żółta Kosmiczna Rangerka   | Ashley Hammond  | Tracy Lynn Cruz         |
| Różowa Kosmiczna Rangerka  | Cassie Chan     | Patricia Ja Lee         |
| Srebrny Ranger             | Zhane           | Justin Nimmo            |

### Sprzymierzeńcy
- Alpha 6 (głos: Wendee Lee) – robot, przyjaciel drużyny rangersów.
- Dowódca Kinwon (Jack Donner) – lider rebeliantów z planety KO-35.
- Wojownicze Żółwie Ninja: Leonardo, Donatello, Raphael, Michelangelo i Venus de Milo.
- Mięśniak (Paul Schrier) – postać znana z poprzednich serii, asystent profesora Phenomenusa.
- Czacha (Jason Narvy) – postać znana z poprzednich serii, asystent profesora Phenomenusa.
- Profesor Phenomenus (Jack Banning) – naukowiec specjalizujący się w poszukiwaniu istot pozaziemskich.

#### Rangersi z poprzednich serii
| Ranger                   | Seria          | Postać          | Aktor                |
| ------------------------ | -------------- | --------------- | -------------------- |
| Czarny Ranger            | Mighty Morphin | Adam Park       | Johnny Yong Bosch    |
| Czerwony Aquitar Ranger  | Alien Rangers  | Aurico          | David Bacon (głos)   |
| Biała Aquitar Rangerka   | Alien Rangers  | Delphine        | Rajia Baroudi (głos) |
| Niebieski Aquitar Ranger | Alien Rangers  | Cestro          | Karim Prince (głos)  |
| Żółty Aquitar Ranger     | Alien Rangers  | Tideus          | Jim Gray (głos)      |
| Czarny Aquitar Ranger    | Alien Rangers  | Corcus          | Alan Palmer (głos)   |
| Złoty Ranger             | Zeo            | Trey z Triforii | Brad Hawkins (głos)  |
| Niebieski Turbo Ranger   | Turbo          | Justin Stewart  | Blake Foster         |

##### Dodatkowi wojownicy
| Wojownik            | Seria | Postać              | Aktor              |
| ------------------- | ----- | ------------------- | ------------------ |
| Phantom Ranger      | Turbo | Phantom Ranger      | Ali Afshar (głos)  |
| Niebieski Senturion | Turbo | Niebieski Senturion | David Walsh (głos) |

### Wrogowie
- Dark Specter (Terence J. Rotolo/Christopher Cho) – przywódca Zjednoczonych Sił Zła, który uprowadził Zordona, jeden z głównych antagonistów serii.
- Ciemno-Konda – porwał Astronemę, gdy była jeszcze dzieckiem.
- Astronema (Melody Perkins) – Księżniczka Ciemności, zaginiona siostra Androsa, jedna z głównych antagonistów serii.
- Quantroni – armia robotów Astronemy.
- Ecliptor (głos: Lex Lang) – nauczyciel Astronemy, zastępca w dowodzeniu armią.
- Psycho Rangersi – złe klony Power Rangersów.

## Muzyka tytułowa
Power Rangers in Space, to muzyka tytułowa serii Power Rangers w kosmosie, wykorzystana m.in. w czołówce serialu. Dodatkowo utwór pojawiał się wielokrotnie w trakcie odcinków, w wersji z wokalem oraz instrumentalnej.
Podobnie jak w poprzednim sezonie Power Rangers Turbo, muzyka tytułowa Power Rangers w kosmosie nie jest kolejnym remiksem utworu Go Go Power Rangers, a posiada zupełnie nową nutę melodyczną i refren. W utworze pojawia się jednak kilkukrotnie słowo „go”, m.in. w wersie Go, Power Rangers!
Kompozytorem i wykonawcą utworu był Ron Wasserman, który wcześniej był twórcą piosenek tytułowych Mighty Morphin Power Rangers, Mighty Morphin Alien Rangers i współtwórcą utworu do Power Rangers Zeo.
Autorem tekstu utworu jest Haim Saban.

## Wersja polskaTV Polsat
- Opracowanie wersji polskiej: Multiwizja
- Tekst: Krzysztof Staroń
- Czytali: Beata Olga Kowalska i Grzegorz Pawlak

## Spis odcinków
| Premiera w USA                          | Premiera w  | Nr  | Nr w serii | Polski tytuł                   | Angielski tytuł               |
| --------------------------------------- | ----------- | --- | ---------- | ------------------------------ | ----------------------------- |
|                                         |             |     |            |                                |                               |
| SEZON SZÓSTY – POWER RANGERS W KOSMOSIE |             |     |            |                                |                               |
|                                         |             |     |            |                                |                               |
| 06.02.1998                              | 01.10.2000  | 251 | 1          | Wyjście z nicości              | From Out Of Nowhere           |
|                                         |             |     |            | Wyjście z nicości              | From Out Of Nowhere           |
| 06.02.1998                              | 07.10.2000  | 252 | 2          | Wyjście z nicości              | From Out Of Nowhere           |
|                                         |             |     |            |                                |                               |
| 20.02.1998                              | 08.10.2000  | 253 | 3          | Ocalić statek                  | Save Our Ship                 |
|                                         |             |     |            |                                |                               |
| 27.02.1998                              | 14.10.2000  | 254 | 4          | Porażone żółwie                | Shell Shocked                 |
|                                         |             |     |            |                                |                               |
| 06.03.1998                              | 15.10.2000  | 255 | 5          | Nigdy nie przestanę jej szukać | Never Stop Searching          |
|                                         |             |     |            |                                |                               |
| 13.03.1998                              | 21.10.2000  | 256 | 6          | Poszukiwania satelity          | Satellite Search              |
|                                         |             |     |            |                                |                               |
| 20.03.1998                              | 22.10.2000  | 257 | 7          | Ranger wśród złodziei          | A Ranger Among Thieves        |
|                                         |             |     |            |                                |                               |
| 27.03.1998                              | 28.10.2000  | 258 | 8          | Gdy robi się gorąco            | When Push Comes to Shove      |
|                                         |             |     |            |                                |                               |
| 03.04.1998                              | 29.10.2000  | 259 | 9          | Inwazja dronów                 | The Craterite Invasion        |
|                                         |             |     |            |                                |                               |
| 04.04.1998                              | 04.11.2000  | 260 | 10         | Dobroduszna osa                | The Wasp With A Heart         |
|                                         |             |     |            |                                |                               |
| 11.04.1998                              | 05.11.2000  | 261 | 11         | Odkrycie Delta                 | The Delta Discovery           |
|                                         |             |     |            |                                |                               |
| 18.04.1998                              | brak danych | 262 | 12         | Moc zła                        | The Great Evilyzer            |
|                                         |             |     |            |                                |                               |
| 25.04.1998                              | brak danych | 263 | 13         | Babcia swatka                  | Grandma Matchmaker            |
|                                         |             |     |            |                                |                               |
| 02.05.1998                              | brak danych | 264 | 14         | Toksyczny jad                  | The Barillian Sting           |
|                                         |             |     |            |                                |                               |
| 09.05.1998                              | 03.02.2001  | 265 | 15         | Amnezja TJ’a                   | T.J.’s Identity Crisis        |
|                                         |             |     |            |                                |                               |
| 16.05.1998                              | 04.02.2001  | 266 | 16         | Piorunujący Ciemnokonda        | Flashes of Darkonda           |
|                                         |             |     |            |                                |                               |
| 12.09.1998                              | 10.02.2001  | 267 | 17         | Megawyprawa Rangersów          | The Rangers’ Mega Voyage      |
|                                         |             |     |            |                                |                               |
| 19.09.1998                              | 11.02.2001  | 268 | 18         | Prawdziwy Niebieski na ratunek | True Blue to the Rescue       |
|                                         |             |     |            |                                |                               |
| 26.09.1998                              | 17.02.2001  | 269 | 19         | Atak sobowtóra                 | Invasion of the Body Switcher |
|                                         |             |     |            |                                |                               |
| 03.10.1998                              | 18.02.2001  | 270 | 20         | Przebudzenie Srebrnego         | Survival of the Silver        |
|                                         |             |     |            |                                |                               |
| 10.10.1998                              | 24.02.2001  | 271 | 21         | Czerwony z zazdrości           | Red With Envy                 |
|                                         |             |     |            |                                |                               |
| 14.10.1998                              | 25.02.2001  | 272 | 22         | Sekret Srebrnego               | The Silver Secret             |
|                                         |             |     |            |                                |                               |
| 15.10.1998                              | 03.03.2001  | 273 | 23         | Niebezpieczna randka           | A Date With Danger            |
|                                         |             |     |            |                                |                               |
| 16.10.1998                              | 04.03.2001  | 274 | 24         | Przeznaczenie Zhane’a          | Zhane’s Destiny               |
|                                         |             |     |            |                                |                               |
| 17.10.1998                              | 10.03.2001  | 275 | 25         | Ryzyko jest zawsze             | Always A Chance               |
|                                         |             |     |            |                                |                               |
| 21.10.1998                              | 11.03.2001  | 276 | 26         | Sekret medalionu               | The secret of the Locket      |
|                                         |             |     |            |                                |                               |
| 23.10.1998                              | 17.03.2001  | 277 | 27         | Rozterki Astronemy             | Astronema Thinks Twice        |
|                                         |             |     |            |                                |                               |
| 24.10.1998                              | 18.03.2001  | 278 | 28         | Kredyt zaufania Rangersów      | The Rangers’ Leap of Faith    |
|                                         |             |     |            |                                |                               |
| 28.10.1998                              | 24.03.2001  | 279 | 29         | Zemsta Dark Spectera           | Dark Specter’s Revenge        |
|                                         |             |     |            | Zemsta Dark Spectera           | Dark Specter’s Revenge        |
| 28.10.1998                              | 25.03.2001  | 280 | 30         | Zemsta Dark Spectera           | Dark Specter’s Revenge        |
|                                         |             |     |            |                                |                               |
| 30.10.1998                              | 31.03.2001  | 281 | 31         | Opętani Wojownicy              | Rangers Gone Psycho           |
|                                         |             |     |            |                                |                               |
| 31.10.1998                              | 01.04.2001  | 282 | 32         | Carlos na każde wezwanie       | Carlos on call                |
|                                         |             |     |            |                                |                               |
| 04.11.1998                              | 07.04.2001  | 283 | 33         | Rozłam wśród Rangersów         | A Rift In the Rangers         |
|                                         |             |     |            |                                |                               |
| 05.11.1998                              | 08.04.2001  | 284 | 34         | Pięciu wspaniałych             | Five of a Kind                |
|                                         |             |     |            |                                |                               |
| 06.11.1998                              | 14.04.2001  | 285 | 35         | Milczenie jest złotem          | Silence is Golden             |
|                                         |             |     |            |                                |                               |
| 07.11.1998                              | 21.04.2001  | 286 | 36         | Wewnętrzny wróg                | The Enemy Within              |
|                                         |             |     |            |                                |                               |
| 11.11.1998                              | 22.04.2001  | 287 | 37         | Andros i pasażer na gapę       | Andros and the Stowaway       |
|                                         |             |     |            |                                |                               |
| 12.11.1998                              | 28.04.2001  | 288 | 38         | Misja w Sekretnym Mieście      | Mission to Secret City        |
|                                         |             |     |            |                                |                               |
| 13.11.1998                              | 29.04.2001  | 289 | 39         | Duchy w maszynie               | Ghosts in the Machine         |
|                                         |             |     |            |                                |                               |
| 14.11.1998                              | 05.05.2001  | 290 | 40         | Nierozerwalna sieć             | The Impenetrable Web          |
|                                         |             |     |            |                                |                               |
| 18.11.1998                              | 06.05.2001  | 291 | 41         | Żar pustyni                    | A Line In the Sand            |
|                                         |             |     |            |                                |                               |
| 20.11.1998                              | 12.05.2001  | 292 | 42         | Odliczanie do zniszczenia      | Countdown to Destruction      |
|                                         |             |     |            | Odliczanie do zniszczenia      | Countdown to Destruction      |
| 21.11.1998                              | 13.05.2001  | 293 | 43         | Odliczanie do zniszczenia      | Countdown to Destruction      |
|                                         |             |     |            |                                |                               |